# When You're Gone (Bryan Adams-låt)
When You're Gone är en sång skriven av Bryan Adams och Eliot Kennedy, och inspelad av Bryan Adams med Melanie Chisholm från Spice Girls. Singeln släpptes den 30 november 1998, och blev Melanie Chisholms debutsingel.

## Låtlista och format
Format och låtlistor för större singellanseringar av "When You're Gone".
- Storbritannien, CD

1. "When You're Gone" - 3:25
2. "Hey Baby" - 3:48
3. "When You're Gone" [Bryan, soloversion] - 3:25

- Storbritannien, CD 2

1. "When You're Gone" - 3:25
2. "I Love Ya Too Much" - 4:05
3. "What Does It Do To Your Heart" - 3:07

- Storbritannien, kassettband

1. "When You're Gone" - 3:25
2. "Hey Baby" - 3:48

## Listplaceringar
| Lista (1998)              | Topplacering | Sålda exemplar |
| ------------------------- | ------------ | -------------- |
| Brittiska singellistan    | 3            | 635,300        |
| Australiska singellistan  | 3            |                |
| Nederländska singellistan | 6            |                |
| Svenska singellistan      | 8            |                |
| Italienska singellistan   | 10           |                |
| Schweiziska singellistan  | 11           |                |
| Österrikiska singellistan | 14           |                |
| Nyzeeländska singellistan | 15           |                |
| Franska singellistan      | 37           |                |